# Curculionini
Tribu
Les Curculionini sont une tribu de coléoptères de la famille des Curculionidés, de la sous-famille des Curculioninés.

## Sous-tribus
Archariina - Curculionina - Erganiina - Labaninina - Pseudobalaninina - Timolina

## Genres
- Archarius
- Aviranus
- Carponinophilus
- Carponinus
- Curculio
- Ergania
- Indocurculio
- Koreoculio
- Labaninus
- Megaoculus
- Pagumia
- Pimelata
- Pseudobalaninus
- Pseudoculio
- Shigizo
- Timola